# Église Notre-Dame d'Urcel

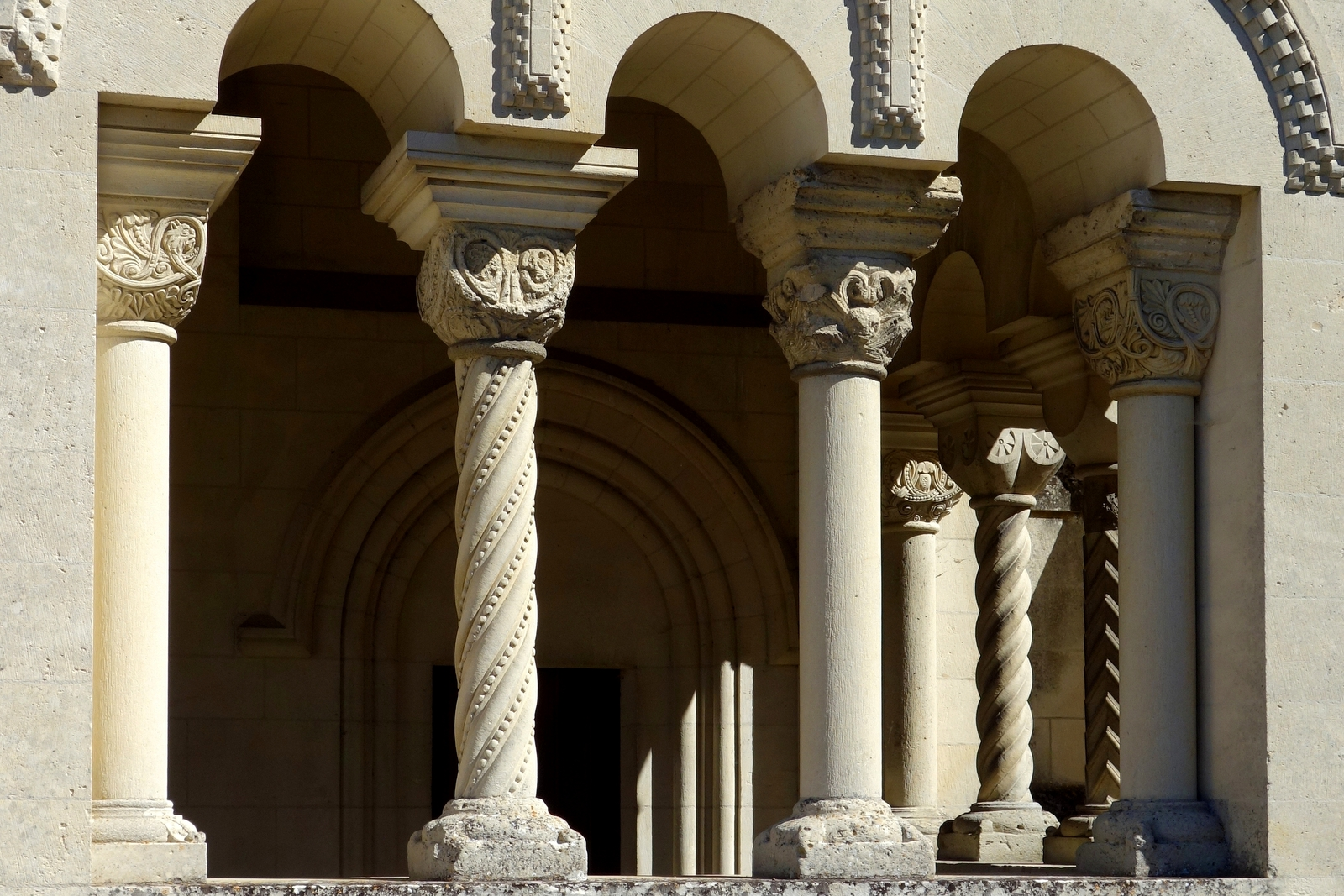
Narthex roman reconstruit.

L'église Notre-Dame est une église située à Urcel, en France.

## Description

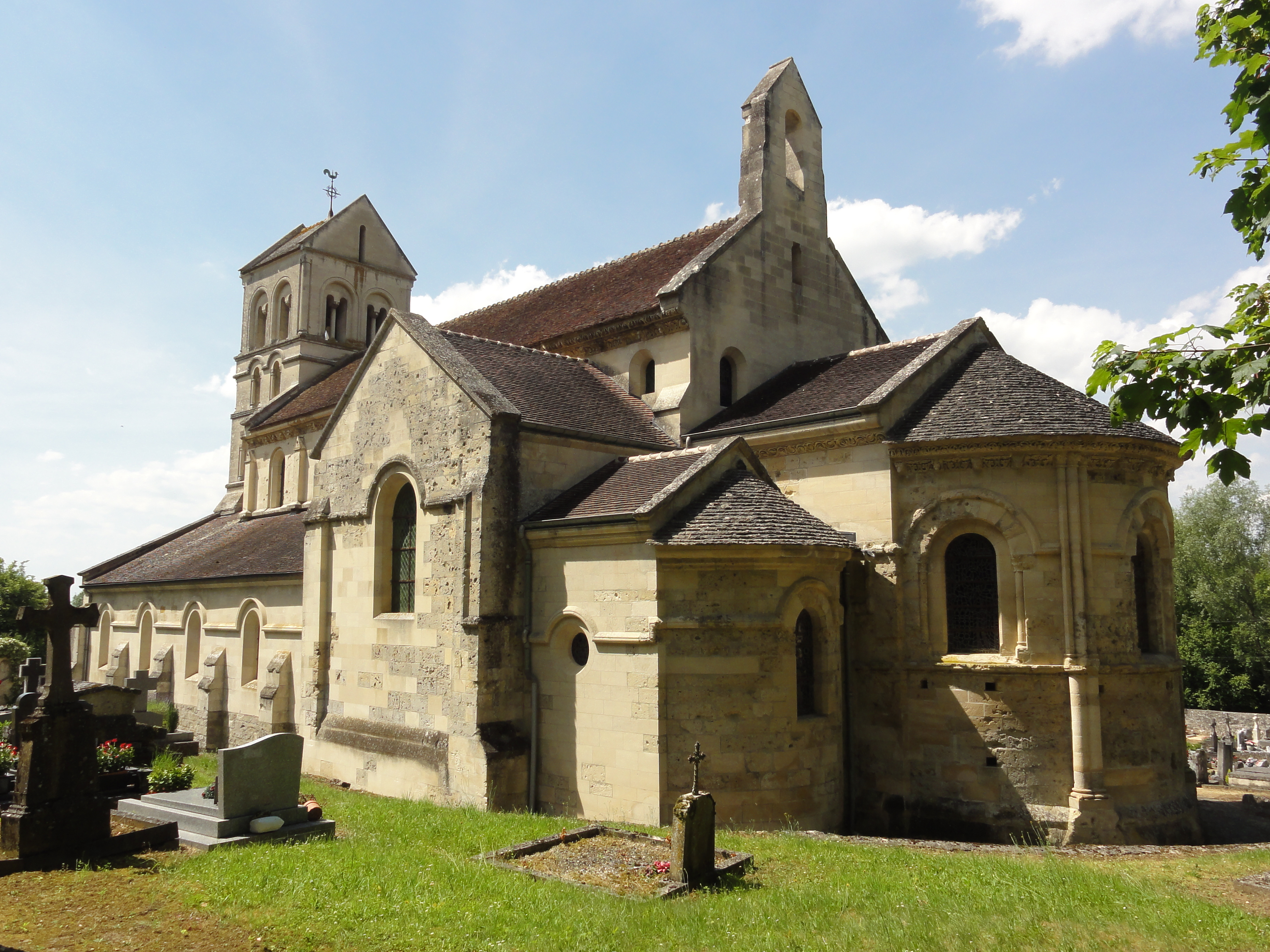
Vue arrière
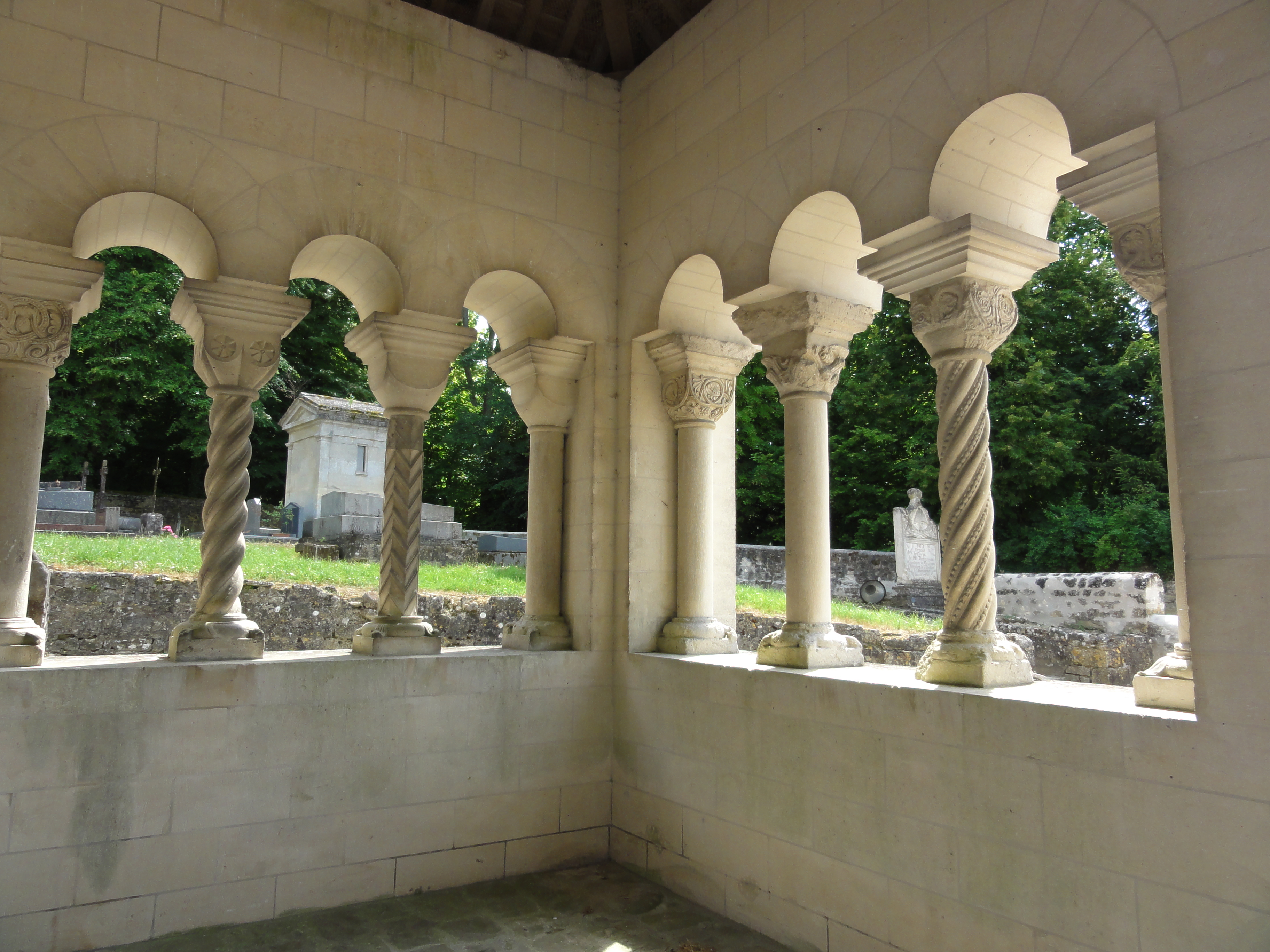
Détail du porche
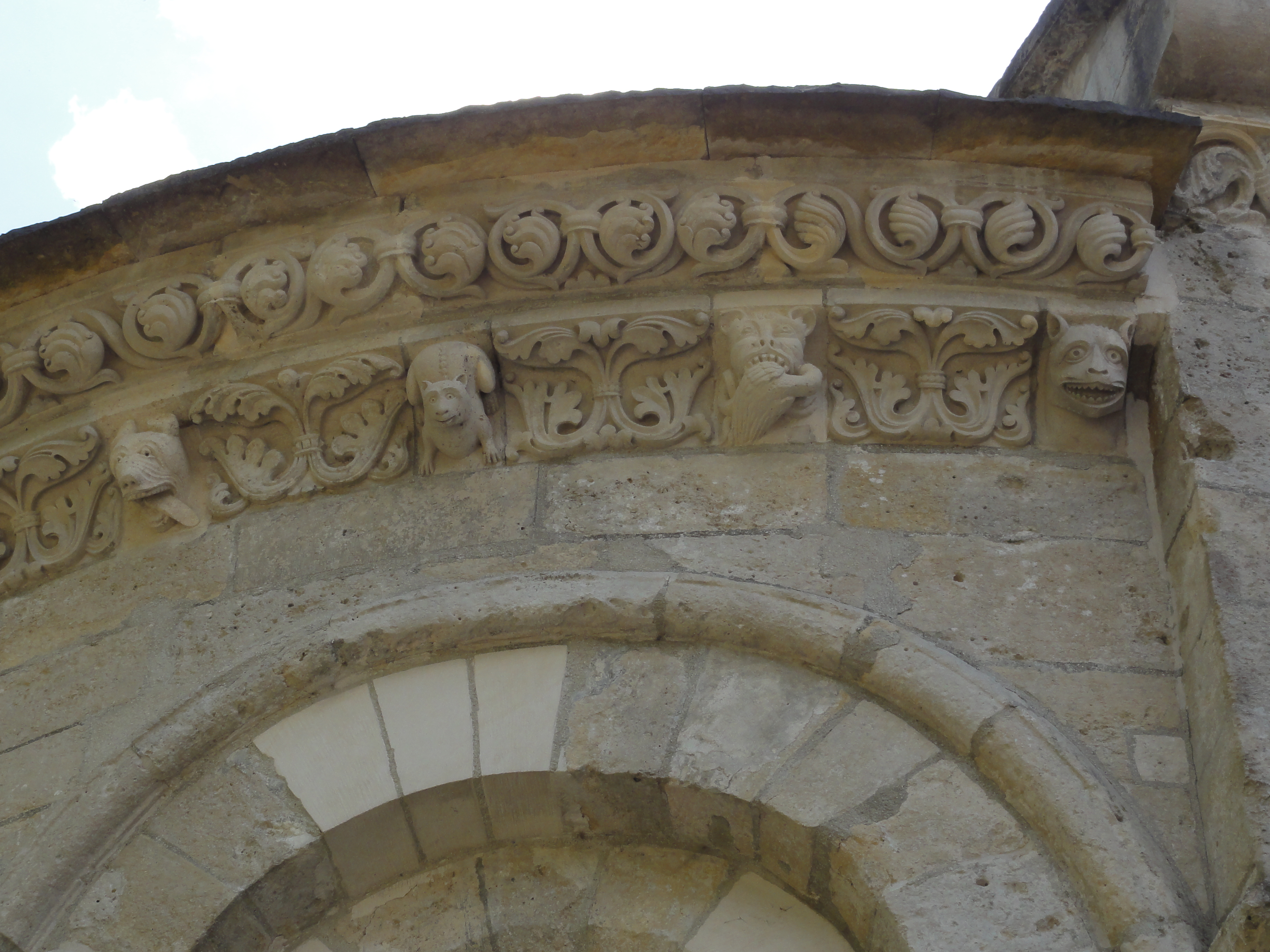
Quelques-uns des modillons

## Localisation
L'église est située sur la commune d'Urcel, dans le département de l'Aisne.

## Historique
Le monument est classé au titre des monuments historiques en 1880.